# Francis Galton
Sir Francis Galton, FRS (n. 16 februarie 1822, Birmingham, Regatul Unit al Marii Britanii și Irlandei – d. 17 ianuarie 1911, Haslemere, Anglia, Regatul Unit al Marii Britanii și Irlandei), văr al lui Douglas Strutt Galton, văr al lui Charles Darwin, a fost un polimat victorian englez: antropolog, eugenist, explorator tropical, geograf, inventator, meteorolog, proto-genetician, psihometrician și statistician. El a fost numit cavaler în 1909.
Galton a produs peste 340 de lucrări și cărți. El a creat, de asemenea, conceptul statistic de corelație și a promovat pe scară largă regresia către medie. El a fost primul care a aplicat metode statistice pentru studia diferențele umane și inteligența ereditară și a introdus utilizarea chestionarelor și a sondajului pentru colectarea de date de la comunitățile umane, de care avea nevoie pentru lucrările genealogice și biografice și pentru studiile sale antropometrice.
El a fost pionier în eugenism, a utilizat pentru prima oară termenul în sine și expresia „natura versus educație” („nature versus nurture”). Cartea sa Hereditary Genius (1869) a fost prima încercare de a studia social științific geniul și măreția.
Ca investigator al minții umane, el a fondat psihometria (știința de măsurare a facultăților mintale), precum și psihologia diferențială și ipoteza lexicală a personalității. El a inventat o metodă de clasificare a amprentelor digitale, care s-a dovedit utilă în domeniul științei medico-legale. El a realizat, de asemenea, o cercetare privind puterea rugăciunii, concluzionând că nu avea nici un efect asupra longevității celor pentru care s-au rugat. Ca inițiator al meteorologiei științifice, el a conceput prima hartă meteorologică, a propus o teorie a anticiclonilor și a fost primul care a stabilit un registru complet pe termen scurt al fenomenelor climatice la scară europeană. El a inventat, de asemenea, Fluierul Galton pentru testarea capacității de auz diferențiat.
În 1877 a introdus conceptul de medie condiționată {\displaystyle E(X/Y)}, adică speranța matematică a variabilei aleatoare Y, atunci când variabilei aletoare 'X i se dă o valoare determinată.
De asemenea, a descoperit fenomene interesante: a calculat la un pictor numărul de aplicări de penel pe un portret, numărul împletiturilor unei perechi de ciorapi, numărul suplimentar de ani de viață de care se bucură membri unei familii etc.
A introdus dactiloscopia la Scotland Yard, a înființat Eugenic Society, care a pledat pentru creșterea rasei umane pe principii raționale.
Unii contemporani l-au caracterizat drept excentric, iar alții au considerat că opera sa este serioasă și prezintă un înalt nivel de importanță.

## Scrieri
- 1869: Hereditary Genius (Londra, retipărit și în 1962);
- 1874: English Men of Science (Londra);
- 1877: Typical Laws of Heredity in Man;
- 1887: Family Likeness in Stature.

## Legături externe
- Galton's Complete Works at Galton.org (including all his published books, all his published scientific papers, and popular periodical and newspaper writing, as well as other previously unpublished work and biographical material).
- Lucrări de Francis Galton la Proiectul Gutenberg
- The Galton Machine or Board demonstrating the normal distribution.
- Portraits of Galton from the National Portrait Gallery (United Kingdom)
- The Galton laboratory homepage Arhivat în 9 mai 2004, la Wayback Machine. (originally The Francis Galton Laboratory of National Eugenics) at University College London
- O'Connor, John J.; Robertson, Edmund F., „Francis Galton”, MacTutor History of Mathematics archive, University of St Andrews.
- Biography and bibliography in the Virtual Laboratory of the Max Planck Institute for the History of Science
- History and Mathematics
- Human Memory — University of Amsterdam Arhivat în 4 februarie 2012, la Wayback Machine. website with test based on the work of Galton
- An Probability Machine (named Sir Francis Galton) comparing stock market returns to the randomness of the beans dropping through the quincunx pattern. from Index Funds Advisors IFA.com
- Catalogue of the Galton papers held at UCL Archives
- "Composite Portraits", by Francis Galton, 1878 (as published in the Journal of the Anthropological Institute of Great Britain and Ireland, volume 8).
- "Enquiries into Human Faculty and its Development", book by Francis Galton, 1883.